# Herb Nowego Targu
Herb Nowego Targu – jeden z symboli miasta Nowy Targ w postaci herbu.

## Wygląd i symbolika
Herb przedstawia na niebieskiej tarczy św. Katarzynę Aleksandryjską w białej sukni przepasanej czerwonym pasem i przyodzianej w płaszcz barwy purpurowej (czerwonej) trzymającej w prawej ręce miecz skierowany w dół o ostrzu barwy srebrnej (białej) i rękojeści barwy złotej (żółtej) a w lewej ręce palmę barwy zielonej, aureola świętości i korona trzypałkowa barwy złotej (żółtej) część (3/4) koła barwy złotej.
- miecz i palma symbolizują śmierć męczeńską i sławę męczeństwa
- pasek przy sukience – czystość i wstrzemięźliwość
- korona na głowie – oznaczała nagrodę i dostojność oraz majestat królewski
- aureola świętości – uznana przez Kościół chrześcijański za świętą męczennicę
- koło – wytrwałość i wieczność

## Historia
Wyobrażeniem świętej Katarzyny władze Nowego Targu pieczętują się od XV wieku. Herb został przyjęty 29 kwietnia 1991 r. uchwałą Rady Miasta Nowego Targu.